# Blatnička
Blatnička (en allemand : Klein Blatnitz) est une commune du district de Hodonín, dans la région de Moravie-du-Sud, en République tchèque. Sa population s'élevait à 424 habitants en 2020.

## Géographie
Blatnička se trouve à 12 km à l'est-sud-est de Veselí nad Moravou, à 15 km au sud-sud-est d'Uherské Hradiště, à 31 km à l'est-nord-est de Hodonín, à 74 km à l'est-sud-est de Brno et à 258 km au sud-est de Prague.
La commune est limitée par Hluk au nord, par Boršice u Blatnice à l'est, par Louka et Lipov au sud, et par Veselí nad Moravou à l'ouest.

## Histoire
La première mention écrite du village date de 1362.